# Phalarodon
Phalarodon es un género extinto de ictiosaurio. Sus restos se han encontrado en América del Norte y la isla de Spitsbergen. La especie tipo es Phalarodon fraasi Merriam, 1910. Las otras especies descritas son: Phalarodon atavus (Quenstedt 1852), originalmente Ichthyosaurus atavus; Phalarodon nordenskioeldii (Hulke, 1873) Maisch y Matzke, 2000, originalmente Ichthyosaurus nordenskioeldii; Phalarodon major Maisch y Matzke, 2000; y Phalarodon callawayi Schmitz, 2004.